# Resaltado especular

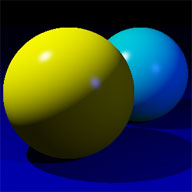
Reflejos especulares sobre un par de esferas.

Un resaltado especular o reflejo especular es el punto brillante de luz que aparece en objetos brillantes cuando está iluminado (por ejemplo, ver imagen a la derecha). Los resaltados especulares son importantes en los gráficos de computadora 3D, ya que proporcionan una señal visual fuerte para la forma de un objeto y su ubicación con respecto a las fuentes de luz en la escena.

## Modelos de resaltado especular
Existen varios modelos diferentes para predecir la distribución de microfacetes. La mayoría asume que las normales de los microfacetes se distribuyen uniformemente alrededor de la normal; Estos modelos se llaman isotrópicos. Si los microfaces se distribuyen con una preferencia por una cierta dirección a lo largo de la superficie, la distribución es anisotrópica.
- Distribución de Phong
- Distribución gaussiana
- Distribución de Beckmann
- Distribución anisotrópica de Heidrich-Seidel
- Distribución anisotrópica de la sala
- Modelo de Cook-Torrance
- Uso de múltiples distribuciones